# Odinella
Odinella is een geslacht van zeesterren uit de familie Brisingidae. De wetenschappelijke naam van het geslacht werd in 1940 voorgesteld door Walter Kenrick Fisher. Fisher creëerde het geslacht voor een soort waarvan de vrouwtjes aan het begin van elke arm een gespecialiseerde broedbuidel hebben, waarin de jongen zich ontwikkelen, een kenmerk dat van geen enkele andere soort bekend was, en waar ook de naam van de enige soort, nutrix, naar verwijst.

## Soort
- Odinella nutrix Fisher, 1940